# Сёдерманланд (провинция)
Сёдерманланд (швед. Södermanland), Судерманланд — историческая провинция Швеции, расположенная в регионе Свеаланд.
Площадь провинции составляет 8343 км², численность населения — 1 089 755 жителей. Основную часть территории провинции занимает современный лен Сёдерманланд, однако достаточно большая часть на востоке относится к лену Стокгольм, а также небольшие участки принадлежат ленам Вестманланд и Эстергётланд.

## География
Сёдерманланд представляет собой холмистую низменность, разделённую большими разломами на несколько неравных частей. Для провинции характерна пересечённая местность с невысокими холмами, узкими долинами и многочисленными озёрами, имеющими изрезанные очертания (в том числе крупные Меларен и Ельмарен). Побережье изобилует большим количеством морских заливов, полуостровов, шхер и островов.

## История
В Сёдерманланде обнаружены остатки охотничей культуры периода каменного века. Самая древняя стоянка датируется примерно VIII—VII тыс. до н. э. От бронзового века в провинции сохранились многочисленные каменные насыпи, а от железного века 345 кольцевых укреплений (fornborg).
Современные границы Сёдерманланда несколько отличаются от тех, которые существовали в Средневековье. Остров Экерён на озере Меларен в правление Густава Васы был передан в состав провинции Уппланд, а в районе Стокгольма граница изначально, по всей вероятности, проходила по Орставикену, озеру Хаммарбю и проливу Харстекету (ныне Баггенсстекет), то есть к югу от Осёна (Сёдермальма) и Сикклаёна. Примерно со второй половины XVII в. граница пролегала прямо по Гамластану.
Христианство в Сёдерманланде было принято около 1100 года, а в XII веке Стренгнес стал местом пребывания епископа. В исторических источниках провинция описывается как единый судебный округ начиная со второй половины XIII века. Однако административно Сёдерманланд никогда не выступал в качестве единого целого. С периода Средневековья в провинции существовало многочисленное дворянство, имевшее тут большое количество имений.
В 1569—1622 гг. значительная часть Сёдерманланда вместе с Нерке, Вермландом и северной частью Вестергётланда входила в состав герцогства, принадлежавшего герцогу (князю Судерманландскому) Карлу, а затем его младшему сыну Карлу Филиппу.